# Copa de Togo
La Copa de Togo es el segundo torneo de fútbol a nivel de clubes de Togo, era organizada por la Fédération Togolaise de Football. La copa se disputó por primera vez en 1955 y se desarrolló con algunas interrupciones hasta 2006, desde entonces no ha vuelto a disputarse.
El equipo campeón obtenía la clasificación a la Recopa Africana.

## Palmarés

### Antes de la Independencia
| Temporada | Campeón                | Resultado | Finalista |
| --------- | ---------------------- | --------- | --------- |
| 1955      | Essor Lomé             |           |           |
| 1956      | Étoile Filante de Lomé |           |           |
| 1958      | Étoile Filante de Lomé |           |           |

### Desde la Independencia
| 1961               | Étoile Filante de Lomé |                  |                        |
| 1962-1973          | Se desconoce           | Se desconoce     | Se desconoce           |
| 1974               | Omnisports Atakpamé    |                  |                        |
| 1975               | ASKO Kara              |                  |                        |
| 1976               | ASKO Kara              |                  |                        |
| 1977               | Edan Lomé              |                  |                        |
| 1978               | No disputada           | No disputada     | No disputada           |
| 1979               | Agaza Lomé             |                  |                        |
| 1980               | AC Semassi             |                  |                        |
| 1981               | Agaza Lomé             | 1 - 0            | Aiglons Lomé           |
| 1982               | AC Semassi             | 1 - 0            | Agaza Lomé             |
| 1983               | No disputada           | No disputada     | No disputada           |
| 1984               | Agaza Lomé             | 0 - 0 (3-0 pen.) | ASFOSA Lomé            |
| 1985               | Foadam Dapaong         | 1 - 0            | Doumbé FC              |
| 1986               | Entente II             | 2 - 0            | ASKO Kara              |
| 1987               | ASKO Kara              | 2 - 1            | AC Semassi             |
| 1988               | Agaza Lomé             | 1 - 0            | Ifodjè Atakpamé        |
| 1989               | Entente II             | 1 - 0            | Aiglons Lomé           |
| 1990               | AC Semassi             | 2 - 1            | Entente II             |
| 1991-93            | No disputada           | No disputada     | No disputada           |
| 1994               | Étoile Filante de Lomé | 3 - 2            | Agaza Lomé             |
| 1995               | ASKO Kara              | 1 - 0            | AC Semassi             |
| 1996               | Doumbé FC              | 2 - 1            | Étoile Filante de Lomé |
| 1997-98            | No disputada           | No disputada     | No disputada           |
| 1999               | Agaza Lomé             | 2 - 1            | Entente II             |
| 2000               | No disputada           | No disputada     | No disputada           |
| 2001               | Dynamic Togolais       | 3 - 0            | Sara Sport (Bafilo)    |
| 2002               | Dynamic Togolais       | 2 - 0            | Doumbé FC              |
| 2003               | Maranatha FC           |                  |                        |
| 2004               | AS Douanes de Lomé     | 2 - 1            | Foadam Dapaong         |
| 2005               | Dynamic Togolais       | 1 - 0            | Agaza Lomé             |
| 2006               | AS Togo-Port           | 1 - 1 (5-4 pen.) | ASKO Kara              |
| Copa Independencia |                        |                  |                        |
| 2016               | US Koroki              | 1 - 1 (5-3 pen.) | AS Togo-Port           |
| 2017               | AS Togo-Port           | 3 - 0            | Maranatha FC           |
| 2018               | Gomido FC              | 3 - 0            | Dynamic Togolais       |
| 2019-2020          | No disputadas          | No disputadas    | No disputadas          |

## Títulos por club
| Club                       | Campeón | Años campeón                 |
| -------------------------- | ------- | ---------------------------- |
| Agaza Lomé                 | 5       | 1979, 1981, 1984, 1988, 1999 |
| ASKO Kara                  | 4       | 1975, 1976, 1987, 1995       |
| Étoile Filante de Lomé     | 4       | 1956, 1958, 1961, 1994       |
| AC Semassi (Sokodé)        | 3       | 1980, 1982, 1990             |
| Dynamic Togolais (Lomé)    | 3       | 2001, 2002, 2005             |
| Entente II (Lomé)          | 2       | 1986, 1989                   |
| AS Togo-Port (Lomé)        | 2       | 2006, 2017                   |
| Essor Lomé                 | 1       | 1955                         |
| Omnisports Atakpamé        | 1       | 1974                         |
| Edan Lomé                  | 1       | 1977                         |
| Foadam Dapaong (Dapaong)   | 1       | 1985                         |
| Doumbé FC (Sansanné-Mango) | 1       | 1996                         |
| Maranatha FC (Fiokpo)      | 1       | 2003                         |
| AS Douanes de Lomé         | 1       | 2004                         |
| US Koroki (Tchamba)        | 1       | 2016                         |
| Gomido FC (Kpalimé)        | 1       | 2018                         |